# Großraming
Großraming est une commune autrichienne du district de Steyr-Land en Haute-Autriche.

## Histoire
les premiers peuplements datent d'entre le 13 et 14 siècles .